# Barrage de Tambara
La centrale de Tambara  est une centrale de pompage-turbinage située au Japon et détenue par TEPCO.